# Saint-Jean-Roure
Saint-Jean-Roure ist eine auf 950 Metern über Meereshöhe im Zentralmassiv gelegene französische Ortschaft und eine Gemeinde im Département Ardèche in der Region Auvergne-Rhône-Alpes. Sie gehört zum Kanton Haut-Eyrieux und zum Arrondissement Tournon-sur-Rhône. Nachbargemeinden sind 
- Saint-Julien-d’Intres mit Saint-Julien-Boutières im Westen und Intres im Nordwesten,
- Saint-Agrève im Norden,
- Désaignes im Nordosten,
- Belsentes mit Nonières im Osten,
- Saint-Cierge-sous-le-Cheylard im Südosten,
- Le Cheylard im Süden,
- Jaunac im Südwesten,
- Saint-Martin-de-Valamas im Westen.

Das Gemeindegebiet ist Teil des Regionalen Naturparks Monts d’Ardèche.

## Bevölkerungsentwicklung
| Jahr                       | 1962 | 1968 | 1975 | 1982 | 1990 | 1999 | 2008 | 2014 |
| -------------------------- | ---- | ---- | ---- | ---- | ---- | ---- | ---- | ---- |
| Einwohner                  | 325  | 277  | 232  | 218  | 202  | 206  | 258  | 280  |
| Quellen: Cassini und INSEE |      |      |      |      |      |      |      |      |